# Dichomeris argentenigera
Dichomeris argentenigera is een vlinder uit de familie van de tastermotten (Gelechiidae). De wetenschappelijke naam van de soort is voor het eerst geldig gepubliceerd in 2010 door H.H. Li, H. Zhen & R.C. Kendrick.

## Type
- holotype: "male, 18.IX.2009. leg. Hou-Hun Li et al. genitalia slide no. ZH09136"
- instituut: ICCLS, Tianjin, China
- typelocatie: "China, Wong Lung Hang, Lantau Island, 22°10'N, 113°34'E, Hong Kong, 130 m"